# Moustapha Diop ( Niger)
Moustapha Diop est un réalisateur de film nigérien né en 1945 à Cotonou au Benin. 

## Biographie
Moustapha Diop est né en 1945 à Cotonou au Bénin. Il fait ses études au Mali, au Niger et en France. Il s’inscrit en lettres modernes à Abidjan en Côte d'Ivoire  et à Ouagadougou au Burkina Faso. Il  découvre les techniques du cinéma aux côtés de jean Rouch  qui lui donnera un rôle dans son film petit à petit en 1971. De 1975 à 1978, il fréquente le Conservatoire Libre du Cinéma Français et obtient deux diplômes (mise en scène et montage). De 1979 à 1984, il est réalisateur à la télévision du Niger (ORTN).
En 1974, il réalise son premier film "Synapse" et en 1981, il tourne avec Isabelle Calin "La tomate".
L’année 1982 marque un tournant : il réalise un long métrage, "Le médecin de Gafiré", avec lequel il obtient plusieurs prix, entre autres : le “Grand Prix de l’ACCT” à Carthage en 1984 et le “Prix de la Critique Internationale” à Locarno en 1985.
Depuis, Moustapha Diop ne fait qu’accumuler des projets cinématographiques mort-nés faute de financements. Il semble s'être complètement réorienté dans les métiers de l’édition. 
Après "Mamy Wata" (90mn, 1990), son dernier film qui n'a pas connu le même succès que le précédent, Moustapha DIOP créa successivement plusieurs journaux :
Le PAON Africain", 4e journal privé nigérien en 1992 (parution 1 fois/2 semaines),
Le PAON Africain" quotidien, en 1994,
"ALFAZAR", en 1994,
"SPORTISSIMO", en 1994.
Moustapha est un ancien secrétaire général de l'Association des cinéastes du Niger, actuellement il consacre une partie de son temps à former de jeunes réalisateurs.

## Filmographie
- 1972: SYNAPSE (MARC D’AFRIQUE)
- 1984: LE MEDECIN DE GAFIRE
- 1990: MAMI WATTA

## Distinctions
1982: Le médecin de Gafiré, Grand Prix de l’ACCT » à Carthage (Tunisie) en 1984 et le « Prix de la Critique Internationale » à Locarno (Suisse) en 1985, le grand prix au festival de Mannheim – Allemagne en 1984 ; le grand prix au festival de Pérouse (Italie) en 1984.